# Peter Flik
Peter Flik (Groningen, 11 juni 1938 – Vásárosbéc, 22 maart 2024) was een Nederlandse omroepvernieuwer, programmamaker en verslaggever. Vanaf de jaren 60 maakte hij vele cultuur-, documentaire- en actualiteitenprogramma's voor VPRO radio. Hij was bedenker van de totaalprogramma's VPRO vrijdag en Het Gebouw, en creëerde met Cor Galis in de jaren 80 en 90 een herkenbare stem voor VPRO radio. Als verslaggever werkte hij veelal vanuit Oost-Europa. Sinds zijn vervroegde pensionering in 1998 woonde hij in Hongarije en rapporteerde hij nog incidenteel vanuit dat land. In 1991 won hij de Zilveren Reissmicrofoon radioprijs voor zijn hele oeuvre.

## Jeugd
Peter Flik werd op 11 juni 1938 geboren in Groningen. Zijn vader was lid van de NSB, en zijn oudere broer diende bij de Waffen SS in Stalingrad. Voor het verwerken van het foute oorlogsverleden van zijn familie zocht hij later hulp bij een psychiater. 

## Jaren 60
Peter Flik was eerst onderwijzer in Utrecht. In 1963 solliciteerde hij bij de VPRO voor het maken van schoolradio. Flik maakte diverse radioprogramma's, waaronder Ronduit waarin (destijds) controversiële thema's als homoseksualiteit aan de orde kwamen, en het experimentele Hee met Wim Noordhoek en Jan Donkers. Ook was hij betrokken bij de jeugdprogramma's Op het Vinkentouw met Nel Kars en VPRO Schoolradio met Kiki Amsberg. Hij was een van de gangmakers van de cultuuromslag bij de VPRO in 1968 en initieerde daarna het dagvullende cultuur en actualiteiten 'totaal' programma VPRO vrijdag.

## Jaren 70
In de jaren 70 bleef hij betrokken bij VPRO vrijdag. In 1976 maakte hij samen met Cor Galis (als Cornelis Interieur) op vrijdagavond het legendarische radioprogramma De Hoogwerkers, waarin zij live met een hoogwerker bij mensen naar binnen probeerden te komen om een praatje maken. Ook werkte hij mee aan het documentaireprogramma Nova Zembla, actualiteitenprogramma VPRO-Expres en aan de verhalenprogramma's Fantastische Vertellingen en Spannende Splookjes met Willem de Ridder. Ook maakte hij in 1975/1976 voor de KRO het televisieprogramma In de Keuken met Berend waarin Berend Boudewijn bekende personen sprak terwijl hij samen met hen kookte.

## Jaren 80
In de jaren 80 maakte hij het cultuurprogramma Villa VPRO en het actualiteitenprogramma Radionieuwsdienst VPRO. Vanaf 1984 ontwikkelde hij Het Gebouw, een continu dagprogramma met nieuws, actualiteiten, achtergrond, commentaar, documentaires en cultuur. Hij creëerde met de markante radiostem van Cor Galis een herkenbare omroeper voor VPRO radio. Als verslaggever was hij actief in het documentaireprogramma Het Spoor, veelal vanuit Oost-Europa. Van 1989 tot 1991 was hij de producent van Archie (radioprogramma), een radioprogramma voor de jeugd.

## Vanaf jaren 90
Na de stop van Het Gebouw (1994) werkte hij als presentator en samensteller bij het avondprogramma De Avonden. Na de eeuwwisseling leverde hij vanuit Hongarije bijdragen aan de documentaireprogramma's De 747 documentaire en Holland Doc.
Flik overleed in maart 2024 op 85-jarige leeftijd in Hongarije.

## Schrijverschap
In 1994 publiceerde hij de reisverhalenbundel Het meisje in de schroevedraaier: reizen door de Oostbloklanden. Via de website van zijn oud-VPRO-radio-collega Ronald van den Boogaard publiceert hij vanaf 2011 columns met de naam Photosophieën